# Kolonizacija Kosova i Metohije u Kraljevini Jugoslaviji
Kolonizacija Kosova i Metohije u Kraljevini Jugoslaviji podrazumeva povratak Srba i ostalog hrišćanskog stanovništva na ove prostore, sa kojih su bili prognani tokom viševekovne osmanske vladavine. Kolonizacija se sprovodila u periodu 1920–1941. godina i njen cilj je bio uspostavljanje etničke ravnoteže u osetljivim pograničnim regionima. Etnička ravnoteža narušena je višedecenijski menjanjem etničke strukture na štetu hrišćanskog stanovništva. Samo od 1876. do 1912. sa teritorije „Stare Srbije“ je nasilno raseljeno 150.000 Srba i umesto njih su naseljeni albanski kolonisti.
Ovaj proces je počeo 1920. godine tako što su prvi kolonisti na ove prostore počeli sami da dolaze. Kasnije je kolonizacija postala planska i odvijala se u dva talasa:
- 1922—1929. po Uredbi o naseljavanju Južnih krajeva donesenog 20. novembra 1920. godine
- 1933—1938. po Zakonu o naseljavanju Južnih krajeva donesenog 11. juna 1931. godine[3]

Naseljavanje se vršilo pre svega srpskim stanovništvom sa područja pasivnih regiona kao što su Crna Gora, Bosna i Hercegovina, Dalmacija, Raška oblast, Vojvodina i Vojna krajina u Hrvatskoj.
Tokom kolonizacije, uzimanje zemljišta od privatnih vlasnika je bilo zabranjeno. Čak i pseudo prava nekih Albanaca koji nisu mogli da dokažu svoje vlasništvo nad zemljištem su bila ispoštovana.
U početku kolonisti su dobijali neobradivo zemljište, poput pašnjaka, proplanka, neplodna i napuštena zemljišta, šume i u manjoj meri zemljište begunaca-odmetnika. Samo 5% od ukupnog zemljišta bilo je obradivo. Za doseljenike je izgrađeno u 330 naselja i sela 12.689 kuća, 46 škola i 32 crkve.
Kolonizacija je započela neposredno nakon oslobađanja i pripajanja Kosova Kraljevini Srbiji i delova Metohije Kraljevini Crnoj Gori u prvom balkanskom ratu, i nastavljena je tokom perioda Kraljevine Jugoslavije, od 1918. do 1941. godine. Kolonizacija Kosova je imala naglašeno nacionalnu notu i njome je „anacionalni elemenat” trebalo zameniti „zdravim nacionalnim elementom”.
Između 1912 i 1941. godine, na Kosovo je naseljeno između 60.000 i 65.000 kolonista. Preko 90% ukupnog broja kolonista su činili Srbi sa raznih krajeva Jugoslavije (uključujući i Crnogorce).
U etničkoj strukturi preovladavali su Srbi sa 49.000, zatim Hrvati sa 4.500 i Slovenci sa 450. Pored njih bilo je i Vlaha, Rusina, Rusa, Nemaca, Albanci itd.
Pritom je i agrarna reforma imala etno-religijski aspekt, jer je imovina bivših muslimanskih zemljoposednika uglavnom prelazila u ruke Srba.
Kolonizacija Kosova se uglavnom smatra neuspelim projektom, jer nije zadovoljila ni državu ni naseljenike, ni starosedeoce. Rezultati nove etničke mape su poništeni drugim svetskim ratom, kada je Kosovo priključeno Albaniji, a većina kolonista proterana nazad u Srbiju i Crnu Goru. Po završetku rata, srpskim kolonistima je privremeno zabranjen povratak na Kosovo.

## Istorijski kontekst
Proces odseljavanja Srba ili njihovog biološkog uništenja rađen je od strane vlasti Osmanske carevine (Albanci, Muhadžiri, Čerkezi), koja su trudila da izmeni versku strukturu, i Albanaca koji su se trudili da stvore homogeno područje naseljeno Albanskim življem. Primer Albanskih težnji i nacionalnog osvešćenja bila je Prizrenska liga 1878. godine.
Ciljevi Turske države i Albanaca nisu bili u potpunosti komplementarni ali su se slagali u jednom, a to je da treba očistiti prostore od srpskog i crnogorskog stanovništva. Najteži period je bio od 1878-1912. godine.
Nakon uspostavljanja Kraljevine Srba, Hrvata i Slovenaca, na prostorima Kosova, Metohije i Makedonije krenulo se sa ukidanjem feudalnih odnosa, izvođenjem agrarne reforme i naseljavanjem područja. 1919. godine ukinuto je kmetstvo i kmetovi su proglašeni vlasnicima zemlje koju su obrađivali. Ovo je dovelo da autohtoni Srbi i mnogi siromašni Albanci po prvi put postanu zemljoposednici.

## Hronologija
Tokom balkanskih ratova, Kosovo i Metohija su oslobođeni i pripojeni Kraljevini Srbiji i Kraljevini Crnoj Gori. I pored masovnih prisilnih iseljenja kosovskih Albanaca (od 1912-1914 je iseljeno 281.747 ljudi), oni su i dalje na Kosovu činili većinu stanovništva. Crna Gora i Srbija su nastojale da merama kolonizacije utiču na izmenu etničke slike Kosova i Metohije. Crna Gora je već krajem 1912. godine počela naseljavati svoje državljane na teritoriji zapadne Metohije. U toku prvog svetskog rata ti su se naseljenici povukli u Crnu Goru, da bi se nakon rata vratili na dobijena imanja.
Nakon Prvog svetskog rata i stvaranja Kraljevine SHS, beogradska vlada je započela opsežan program kolonizacije Kosova, dajući prednost bivšim vojnicima ili pripadnicima četničkih odreda. Namera je bila da se nasele „nacionalno zaslužni i provereni elementi”, tj. ratni dobrovoljci, četnici, žandarmi, graničari, optanti, izbeglice i partijski aktivisti. Kolonisti su regularno snabdevani oružjem preko Saveza agrarnih zadruga. U brdovita albanska naselja kolonizovani su najpre Crnogorci, jer se smatralo da su bili kulturno najsličniji Albancima. Osim toga, oni su se bez mnogo straha useljavali u konfiskovane kuće kačaka „ne brinući mnogo ni o mogućoj osveti, niti o tapijama”. Kolonisti su u početku masovno dobijali zemlju koja je oduzimana od vlasnika sa regularnim papirima. Veliki broj kolonista je useljen u kuće Albanaca koji su prinudno iseljeni. Oduzimanje zemlje od Albanaca dovodi do pobuna čitavih sela, pa čak i intervencije vojske. Tokom čitavog perioda kolonizacije, beogradska vlast se morala nositi sa oružanim otporom albanskih kačaka, koji su se borili protiv uspostavljanja srpske vlasti.
Između 1919—1927 na Kosovu i Metohiji je osnovano 245 novih srpskih naselja. Samo u jesen 1931. u Metohiji je naseljeno 1.400 porodica iz Crne Gore: podignute su im tipske kuće i dodeljeno preko 20.000 ha zemlje između puta Prizren–Đakovica–Peć i reke Drim. Za koloniste je podignuto 11.273 kuće na Kosovu do kraja 1935. godine. Od 1936. je započeo novi talas oduzimanja zemlje od Albanaca u pograničnim krajevima, pri čemu im je ostavljano svega 0,4 ha po članu domaćinstva, dok su naseljeničke porodice dobijale u proseku 8 ha zemlje. Vlasti su na ovaj način pokušavale da unište osnov albanske egzistencije i primoraju ih na iseljavanje, čime je pojačano antidržavno raspoloženje kod Albanaca.
Resrbizacija Kosova se nastavila sve do 1941. godine i na taj način su stvorene mnoge srpske enklave na Kosovu i Metohiji, između ostalih: Kosovo Polje, Obilić, Hercegovo, Orlović, Devet Jugovića, Lazarevo, Gornji Svračak, Donji Svračak, Jezero, Lug, Novo Rujce, Staro Gracko i dr. Nove kolonije su osnivane uglavnom u blizini glavnog puta, koji vodi Kosovom od juga prema severu. Postojala je namera da se ratni dobrovoljci naseljavaju uz važne strateške punktove, prvenstveno u Metohiji, Drenici, dojranskom i maleškom srezu. Do 1939. godine je naseljeno oko 54.000 kolonista, od čega 49.000 Srba (uključujući i Crnogorce), oko 4.500 Hrvata i oko 150 Slovenaca. Ukupan broj naseljenika, prema agrarnom povereništvu u kojem su bili prijavljeni, je dat u sledećoj tabeli:
| KOLONIZACIJA KOSOVA  |                  |        |        |        |        |        |        |
| agrarno povereništvo | broj naseljenika |        |        |        |        |        |        |
| Uroševac             | 15.381           |        |        |        |        |        |        |
| Đakovica             | 15.824           |        |        |        |        |        |        |
| Prizren              | 3.084            |        |        |        |        |        |        |
| Peć                  | 13.376           |        |        |        |        |        |        |
| Mitrovica            | 429              |        |        |        |        |        |        |
| Vučitrn              | 10.169           |        |        |        |        |        |        |
| ukupno               | 58.263           | 58.263 | 58.263 | 58.263 | 58.263 | 58.263 | 58.263 |

Dugogodišnja postepena kolonizacija nije ispunjavala očekivanja srpske strane. Vasa Šaletić, upravnik Saveza agrarnih zadruga, je smatrao da Albance treba neodložno iseliti u Tursku i da je "naseljavanje Srba među pola miliona Albanaca bilo greška". Kritikujući polovične rezultate dotadašnje kolonizacije Kosova, srpski akademik i političar Vaso Čubrilović predlaže načine za rešavanje "albanskog problema" totalnim etničkim čišćenjem Kosova od Albanaca. Čubrilović je 1937. godine izradio antialbanski projekat isterivanja Albanaca za Stojadinovićevu vladu, koji je trebalo da sprovedu državne vlasti.
| „                 | Arnaute je nemoguće suzbiti samo postupnom kolonizacijom ... Jedini način i jedino sredstvo to je brutalna sila jedne organizovane državne vlasti, u čemu smo mi uvek bili iznad njih. | ” |
| — Vaso Čubrilović | |   |

U cilju pritiska na Albance, beogradska vlast je organizovala paravojne formacije četnika, koje su predvodili Kosta Pećanac, Milić Krstić, Jovan Babunski, Vasilije Trbić i drugi, koji su organizovali kaznene ekspedicije vršeći nasilje, teror i organizovanu pljačku. U međuratnom periodu (1918-1941), koji je trajao 23 godine, na Kosovu je skoro osamnaest godina bila uspostavljena vojna uprava. U to vreme Komunistička partija Jugoslavije je delovala na Kosovu i Metohiji, zalažući za prekid kolonizacije.

## Pravna regulativa i zloupotrebe
Kraljevina Srbija je donela Uredbu o naseljavanju novooslobođenih oblasti 20. februara 1914. godine, ali je njeno sprovođenje ubrzo ometeno izbijanjem prvog svetskog rata već jula iste godine.
Između 1918. i 1920, Kosovo je stihijski naseljavano. Kolonizacija novih oblasti je pravno regulisana Uredbom o naseljavanju južnih krajeva, od 24. septembra 1920. Prema ovoj uredbi privatna svojina se mogla oduzeti radi stvaranja naseljeničkih kompleksa, ali je država morala dati u zamenu zemlju istog boniteta u blizini oduzetog zemljišta. U praksi, to se uglavnom nije poštovalo. Oduzimajući zemlju od Albanaca, agrarne vlasti ih nisu upoznavale s njihovim pravima. Prilikom gradnje naseljeničkih kompleksa uglavnom se nije vodilo računa o životnim interesima albanskih seljaka: u nekim slučajevima je porodicama sve oko kuće oduzeto, pa su radi ulaza u kuću morali prolaziti kroz naseljeničko imanje. Ovakvi slučajevi dovodili su u neprijatan položaj i Albance i naseljenike. Uredba o naseljavanju južnih krajeva je 1931. pretvorena u Zakon o agrarnoj reformi i kolonizaciji, koji je pretrpeo izvesne izmene i dopune juna 1933.
Sprovođenje kolonizacije i agrarne reforme, koje su bile neposredno povezane, je prvih godina bilo u nadležnosti Ministarstva za agrarnu reformu. Od 1929. godine, kada to ministarstvo prestaje da postoji, pa do izbijanja Drugog svetskog rata 1941. godine, kolonizacija je bila u nadležnosti Ministarstva poljoprivrede. Kolonizacija i agrarna reforma su imale i socijalnu dimenziju jer je zemlja oduzimana od nekadašnjih aga i begova i deljena siromašnim seljacima. Otuđenje tzv. „velikog poseda” sprovodio je sreski poglavar po odluci velikog župana, posle čega bi država određivala otkupnu cenu „viška” zemljišta koje bi bilo oduzeto za potrebe agrarne reforme. Bivši vlasnici često nisu bivali adekvatno isplaćeni, a pitanje isplate bivših vlasnika je posmatrano kao teret za državni budžet, naročito u godinama svetske ekonomske krize.
Da bi podstakla naseljavanje, država je iz budžeta obezbedila besplatan prevoz i građevinski materijal: 1921. izdvojeno je šest miliona dinara, a tokom naredne budžetske godine skoro 24 miliona. Kolonisti su po naseljavanju oslobađani državnih poreza na tri, a od 1928. na pet godina. Uglavnom je deljena državna zemlja, napuštene parcele muhadžira i zemlja oduzeta od odmetnika-kačaka. Skoro četvrtinu zemlje činila su tzv. „bezvlasnička imanja” koja su muslimani trajno napustili. Samo na teritoriji Agrarnog povereništva u Peći je 1919–1939. bilo 9.674 ha trajno napuštenog (kačačkog) zemljišta.
Između 1918. i 1928. promenilo se 23 ministra agrarne reforme, od čega su samo četvorica obišla južne oblasti. Nakon zavođenja šestojanuarske diktature 1929. godine, među agrarnim poverenicima su dominirali skoro isključivo pukovnici (Čemerikić, Dimitrijević, Branovački). Rad vrhovnog agrarnog povereništva bio je obeležen korupcijom. Iako je zakon nalagao da se zemlja deli hronološki, tj. po redosledu podnošenja zahteva, u praksi su ipak kvalitetne parcele deljene brže onome ko bi platio. I Savez agrarnih zadruga Južne Srbije je bio prilično kontroverzna ustanova. Njen dugogodišnji upravnik Vasa Šaletić je 1936. predlagao iseljavanje Albanaca u režiji Saveza, koji bi istovremeno bio zadužen za otkup njihovih imanja. Pored toga što je politički zloupotrebljavan, Savez je ubrzo postao i simbol korupcije.
Razne zloupotrebe i oduzimanja privatnih imanja albanskih seljaka radi naseljavanja kolonista su imale loše posledice na odnose meštana i naseljenika, koji su dobijali zemlju oduzetu na taj način. Iz raznih dokumenata se vidi da su agrarne vlasti protivzakonito ograničavale i oduzimale zemlju albanskih seljaka, često bez ikakve zamene ili naknade. U najtežem položaju su bili Albanci u pograničnim oblastima prema Albaniji, gde su vlasti nastojale da nasele što više kolonista, smatrajući da će tako obezbediti sigurnost granice. U tim su oduzimana imanja albanskih seljaka bez obzira na to mogu li njihove porodice opstati na ono malo zemlje što im je ostavljeno.

## Posledice
Kao posledica dugogodišnjeg iseljavanja Albanaca i naseljavanja Srba i Crnogoraca, došlo je do značajnih izmena u etničkoj strukturi stanovništva. Takođe, usled primene nasilnih mera odnosi između etničkih grupa su postali veoma napeti, posebno između albanskih starosedelaca i srpskih kolonista, što je imalo posledica na produbljenje srpsko-albanskog sukoba. Nestalnost kolonističkih poseda i neregularna podela zemljišta doveli su do opšteg osećaja neizvesnosti kod naseljenika na „njihovim” neubaštinjenim posedima. Mnogi kolonisti su dobijenu zemlju nelegalno prodavali i vraćali se u rodni kraj, ili su je iznajmljivali muslimanskim veleposednicima, čime je „poništavan jedan od glavnih ciljeva agrarne reforme i kolonizacije”. S druge strane, neki kolonisti, uglavnom crnogorski, su redovno izazivali konflikte sa domorocima.
Tokom Drugog svetskog rata, Kosovo je pripojeno Kraljevini Albaniji, koja je bila italijanski protektorat. Brojni srpski i crnogorski kolonisti doseljeni 1920-ih i 1930-ih su proterani nazad u Crnu Goru i Srbiju, a mnogi su ubijeni.
Po završetku rata 1945. godine, vlasti nove Demokratske Federativne Jugoslavije su svim kolonistima zabranile povratak na Kosovo, jer su proglašeni eksponentima predratne velikosrpske politike. Marta 1945. nova federalna vlada je donela tzv. Odluku br. 153 kojom je svim kolonistima privremeno zabranjen povratak na njihova prijašnja mesta življenja. Nove vlasti su početkom avgusta 1945. usvojile Zakon o reviziji kolonističkih odnosa, i formirale komisije za njegovo sprovođenje., tako da se izbeglo stanovništvo vraća na Kosovo i Metohiju, uključujući i 3.352 „bivša kolonista“. Onim kolonistima koji nisu ispunjavali zakonske uslove za povratak uglavnom je dodeljivana zemlja u Vojvodini.

## Literatura
- Đorđo Krstić, Kolonizacija u Južnoj Srbiji. Sarajevo, 1928.
- M. Lutovac, Današnje naseljavanje Metohije. Glasnik Srpskog geografskog društva, knj. 20. стр. 61-69, Beograd, 1934.
- K. Ristić, Kolonizacija i kolonistička naselja u ravni Kosova. Glasnik Srpskog geografskog društva, knj. 38, br. 2, 1958.
- M. Lutovac, Naseljavanje Crnogoraca po Metohiji. Glasnik Srpskog geografskog društva, knj. XVIII. стр. 123, Beograd, 1962.
- Milovan Obradović, Agrarna reforma i kolonizacija na Kosovu, 1918-1941. Institut za istoriju Kosova, Priština, 1981.
- N.L. Gaćeša, Agrarna reforma i kolonizacija u Jugoslaviji 1945-1948. Matica srpska, Novi Sad, 1984.
- T.P. Vukanović, Srbi na Kosovu. knj. I, Vranje, 1986.
- A. Pavlović, Osvrt na agrarnu reformu i kolonizaciju Srba i Crnogoraca na prostor Kosova i Metohije u periodu između 1912. i 1941. godine. Baština, sv. 21, Institut za srpsku kulturu, Priština - Leposavić, 2006.

## Spoljašnje veze
- Vladan Jovanović, Tokovi i ishod međuratne kolonizacije Makedonije, Kosova i Metohije
- Prostorni raspored Srba i Crnogoraca kolonizovanih na Kosovo i Metohiju u periodu između 1918. i 1941. godine
- Expulsions of Albanians and Colonisation of Kosova
- Kolonizimi Serb i Kosovës
- O zabrani povratka kolonistima